# Sly Cooper: Ladrones en el Tiempo
Sly Cooper: Thieves in Time (también conocido popularmente como Sly 4, Sly 4: Thieves in Time, o Thieves in Time y titulado en español como Sly Cooper: Ladrones en el Tiempo) es un videojuego de acción de sigilo de 2013 desarrollado por Sanzaru Games y publicado por Sony Computer Entertainment para PlayStation 3 y PlayStation Vita. La cuarta entrega de la serie Sly Cooper, es el primer videojuego de la serie que no fue desarrollado por Sucker Punch Productions. Sanzaru Games había remasterizado la trilogía original para PlayStation 3 como The Sly Collection, con Thieves in Time adelantándose en el paquete, pero no se anunció formalmente hasta varios meses después en la Electronic Entertainment Expo 2011 durante la presentación de Sony en junio de 2011.
El juego, ambientado en un mundo poblado por animales antropomórficos, sigue el final de Sly 3: Honor Among Thieves. Sly Cooper, un mapache de una larga línea de maestros ladrones, necesitará reunirse con su pandilla para reparar Thievius Raccoonus, un libro que narra la línea de la familia Cooper cuyas páginas se han visto afectadas por un villano que viaja en el tiempo. El jugador controla a Sly, Bentley, Murray, Carmelita Fox y los antepasados de Sly, usando sus habilidades para realizar atracos y revelar quién está poniendo la historia de Cooper en un aprieto.
Sly Cooper: Thieves in Time fue parte de la iniciativa de compra cruzada de Sony, que permite a los compradores de la versión del juego para PlayStation 3 recibir una copia gratuita del juego para PlayStation Vita a través de PlayStation Network. El jugador también puede guardar su juego en la nube, lo que le permite jugar en un sistema y luego continuar jugando en el otro. El juego tuvo una recepción crítica generalmente favorable tras su lanzamiento. Fue elogiado por su cantidad de contenido, gráficos, redacción y la utilización del programa Cross-Buy. Sin embargo, los críticos estaban divididos sobre qué tan bien había envejecido la jugabilidad conservada de las entradas anteriores, las secciones para personajes secundarios y los minijuegos, mientras que las pantallas de carga fueron ampliamente criticadas.

## Jugabilidad
Al igual que otras entregas de Sly Cooper, Thieves in Time es un videojuego de sigilo de acción y aventuras con resolución de acertijos y la capacidad de explorar espacios abiertos, independientemente de si son parte del objetivo requerido. Los jugadores controlan principalmente a Sly Cooper, que debe escabullirse y sortear diversos obstáculos para ayudar a restaurar la historia de Thievius Raccoonus. De manera similar a la serie Assassin's Creed, los jugadores regresan a períodos históricos para salvar a sus antepasados y matar al tirano de la tierra. Muchas de las habilidades de Sly regresan, como navegar por postes y cuerdas, saltar a través de plataformas estrechas y robar objetos de los guardias. Una novedad en este juego son los disfraces que se obtienen a lo largo del juego y que le dan a Sly acceso a nuevas habilidades. Algunos ejemplos incluyen una armadura que le permite reflejar proyectiles con un escudo, un traje de arquero que le permite disparar flechas a objetivos para crear líneas de cuerdas y un traje similar al de un pirata árabe que le permite ralentizar el tiempo y usar una espada para romper objetos resistentes.  
Nuevas máscaras secretas y tesoros están ocultos a lo largo del juego; este último elemento, a diferencia de su contraparte en entregas anteriores, solo es coleccionable y no se puede vender en el servicio ThiefNet del juego (aunque el jugador aún recibe una recompensa monetaria en el juego). Las botellas de pistas de Sly Cooper and the Thievius Raccoonus y Sly 2: Band of Thieves vuelven a estar disponibles, lo que permite al jugador desbloquear nuevas habilidades para todos los personajes jugables. Una nueva función permite a cualquier persona que posea las versiones del juego para PlayStation Vita y PlayStation 3 utilizar el sistema Vita como "un par de gafas de rayos X" para encontrar cualquiera de estos coleccionables ocultos en cualquier parte del mundo, mediante el uso de la realidad aumentada. Los caracteres binarios que se muestran durante los planos de Bentley son mensajes de texto codificados en ASCII y se pueden decodificar manualmente.
Bentley, Murray y Carmelita Fox regresan como personajes jugables, junto con algunos de los antepasados de Sly, quienes poseen habilidades únicas. Se afirma que los mundos del juego tienen tres veces el tamaño de la trilogía original. El juego también admite 3D estereoscópico y multijugador local en algunas secciones del juego.

## Argumento
Ladrones en el Tiempo retoma la historia desde el desenlace de Sly 3: Honor entre ladrones; mientras Sly Cooper fingía sufrir amnesia, Murray se retiró y se dedicó a competir en carreras, y Bentley construyó una máquina del tiempo ayudado por Penelope. En la actualidad, las páginas del Latronius Mapáchivus comienzan a cambiar espóntanea y misteriosamente ante los ojos de Bentley. Bentley ha de volver a unir a la banda para devolver el libro a su estado original, viajando a través del tiempo para proteger el legado de la familia Cooper.
Con la furgoneta de la banda convertida en máquina del tiempo, Sly y su pandilla viajan al pasado tras robar en un museo parisino un objeto de valor que necesitan para hacer funcionar la máquina (descubriéndose así ante Carmelita). Van a parar al Japón feudal dónde un egocéntrico tigre llamado El Jefe, viejo general de guerra y prestigioso conquistador de gobiernos y países al mejor postor. se ha hecho con el control de la zona y ha encarcelado al antepasado de Sly, Rioichi Cooper, y cerrado su restaurante de sushi. Pese a lograr desvaratar los planes del Jefe, el misterioso villano tras el que se encuentran las operaciones a través del tiempo consigue hacerse con el bastón del antepasado de Sly.
A continuación, la banda viaja al Lejano Oeste, dónde un tal Toothpick se ha proclamado sheriff de la ciudad tras acusar y encarcelar a otro antepasado de Sly, Tennessee "el Niño" Cooper, de haber robado un banco, siendo él el autor del hurto. Estando en esa época se topan con Carmelita, quien además de mostrarse furiosa con Sly y atraída por Tennessee, les explica que el mecenas del museo parisino, la mofeta LeParadox, es quien está tras todo el asunto temporal y que la había secuestrado y llevado a esa etapa para impedir que lo arrestase. Una vez más, la banda consigue derrotar al villano, pero el bastón de Tennessee es robado por los matones de LeParadox. Al porvocarse un imprevisto en el plan, Bentley se ve obligado a vijar a una etapa aleatoria para salvar sus vidas, acabando todos en la prehistoria, dónde encuentran una nueva operación de LeParadox: Grizz, un oso que se dedica al arte pese a no tener ningún buen estilo pintando, está decorando cavernas con falsas pinturas rupestres para que así su arte tenga cierta semejanza, además de ayudar a LeParadox secuestrando a un antepasado prehistórico de Sly y usurpando su bastón. De nuevo la banda desvarata los planes del malvado: esto ocurre nuevamente en la Inglaterra medieval dónde parece haberse establecido un misterioso tirano que se hace llamar el Caballero Negro y que ha obligado a apuntarse al circo al inconsciente antepasado de Sly, Sir Galleth. Más tarde descubren que el Caballero Negro es la misma Penelope, que harta de las ideas de Sly sobre el honor entre ladrones y con la ambición de ser poderosa a través de su ingenio e inteligencia se ha compinchado con LeParadox, a quien le entregó los planos de la máquina del tiempo de Bentley, quien ahora tiene el corazón roto y se ve obligado a enfrentarse con ella en un duelo del que sale victorioso, pese a no poder evitar que le roben el bastón a Sir Galleth.
La última parada al pasado que hace la banda es a la Antigua Arabia, dónde una intérprete de música clásica frustrada, Miss Decibel, está usando a los amigos y compañeros de profesión del antepasado de Sly, Salim Al-Kupar, a través de la hipnósis para crear un falso pasado real a LeParadox y garantizarle así el lígitimo control del mundo entero. Aunque consiguen derrotarla, LeParadox se fuga con el bastón de Salim y con Sly y Carmelita secuestrados en su dirigible.
En la fase final, Bentley reúne a todos los cinco antepasados de Sly por medio de una brecha temporal para que recuperen del dirigible de LeParadox sus bastones, ayuden a salvar a Sly y Carmelita, y así mantengan intacta la historia. Uno a uno, van recuperando sus respectivos bastones y la brecha temporal se cierra. La banda consigue liberar a Sly y Carmelita de las garras de LeParadox, que por accidente activa un generador de agujeros de gusano que empieza a absorber el dirigible. Bentley, Murray y Carmelita huyen; pero Sly se queda para enfrentarse con LeParadox. Tras vencerle en la estructura exterior del dirigible, este parece a punto de morir, pero Sly, compadeciéndose de él trata de ayudarle para que acabe en prisión en lugar de morir. LeParadox aprovecha un descuido para robarle el planeador con el que Sly pensaba escapar, aunque la jugada no le sale bien ya que choca con un avión y se precipita al río, dónde más tarde lo encontrarán y apresarán. Bentley, Murray y Carmelita buscan a Sly sin éxito, éste no aparece ni vivo ni muerto, y cuando los días pasan a ser semanas cada uno trata de seguir su camino, aferrándose a la esperanza de que Sly vuelva algún día y puedan volver juntos a la acción.
Un final adicional desbloqueable desvela que Sly se encuentra en el Antiguo Egipto, dándose pie a una nueva secuela.

## Desarrollo y lanzamiento
Ladrones en el Tiempo ha sido desarrollado por Sanzaru Games, el que fuera encargado de crear The Sly Trilogy –cuarto juego de la serie, recopilación de los tres primeros unificados bajo el mismo título, remasterizados en alta definición y adaptados para PlayStation 3-. La compañía estaba interesada en desarrollar la continuación de la franquicia tras que Sucker Punch Productions, el desarrollador original, se dedicase por completo a la saga Infamous. Trabajaron en un motor prototipo para PlayStation 3, el cual presentaron a Sony Computer Entertainment. Su trabajo les resultó tremendamente impresionante y como consecuencia les donaron los derechos para realizar la conversión de la trilogía original de Sly Cooper a PlayStation 3, en el que resultaría ser el cuarto videojuego de la serie y primero presentado para la consola, unificando los tres primeros títulos bajo el nombre de The Sly Collection, además de los derechos para desarrollar un quinto videojuego.
Ladrones en el Tiempo representa el regreso de la serie tras seis años del lanzamiento de Sly 3: Honor entre ladrones, la que hasta Ladrones en el Tiempo sería la clausura del argumento de la saga. En los juegos de la serie inFAMOUS de Sucker Punch Productions han sido incluidas muchas pistas que incitaban a pensar que la saga seguiría adelante –el logotipo de la tarjeta de visita de Sly escondido en el juego, «Sly 4» escrito recurrida y fugazmente…-. En The Sly Collection, juego lanzado en 2010, un tráiler preliminar o teaser de unos seis segundos de duración fue incluido mostrando el título de Sly 4, lo que dio a entender que el juego sería anunciado formalmente pronto. Finalmente, en la presentación de Sony de 2011, la Electronic Entertainment Expo o E3, fue oficialmente anunciado para PlayStation 3 el 6 de junio. La versión para PlayStation Vita se anunció el 18 de mayo de 2012, durante un programa de televisión estadounidense titulado GameTrailers TV with Geoff Keighley.
En la versión norteamericana de The Ratchet & Clank Trilogy, cuyo lanzamiento se efectuó el 28 de agosto de 2012, se incluyó una demo jugable de Ladrones en el Tiempo.
En la Gamescom 2012, Sony Computer Entertainment anunció el reciente programa “Cross Buy” (Compra en raya, en castellano). Mediante este programa, por la compra de una versión de un determinado juego para PlayStation 3 el comprador recibirá un código mediante el cual podrá hacer una sola descarga gratuita del juego para PlayStation Vita a través de la PS Vita PlayStation Store. En este programa Sly 4: Ladrones en el Tiempo participa, aunque cabe a destacar que esta promoción no se ha anunciado fuera de Norteamérica. De nuevo en la Gamescom 2012, se lanzó un nuevo tráiler, presentando a Salim al Kupar y confirmándolo así como un antecesor de Sly que haría su aparición en el juego, además de anunciar que la fecha de lanzamiento en América del Norte se retrasaría a principios de 2013. Más tarde Sony aclararía que la fecha definitiva sería la de febrero de 2013, puesto que no querían que Ladones en el Tiempo hiciera su aparición al mercado a la vez que otros títulos que verían la luz desde otoño de 2012 hasta finales de éste.

### Lanzamiento en España
El lanzamiento en España para una versión castellana del juego tanto para PlayStation 3 como PlayStation Vita se confirmó al igual que la venta en otros países europeos. El lanzamiento se efectuó el 28 de marzo de 2013, coíncidiendo con el Jueves Santo de ese año.
El juego está doblado al castellano. La versión castellana comparte disco con el resto de versiones europeas, pudiendo seleccionarse el idioma al inicio del programa del juego; además, y como ha sido costumbre en los juegos de la serie, incorpora subtítulos de los diálogos.
El lanzamiento era de esperar, ya que en España la serie de Sly ha tenido éxito con cada uno de sus títulos, y en la edición europea de The Sly Trilogy no se suprimió el tráiler preliminar que daba a entrever que se confirmaría en breve una cuarta entrega.

#### Doblaje
El doblaje se llevó a cabo en los estudios Pink Noise de Madrid. Algunas de las voces protagonistas y recurrentes en entregas anteriores han desaparecido y sido sustituidas, hecho que se venía aventurando desde la exhibición de un tráiler doblado en castellano mostrado en la E3 que mostraba al personaje de Bentley con la voz que ha llevado siempre en la versión española (la de Miguel Ángel Garzón), mientras que Murray y Sly contaban con otro locutor (en el caso del segundo se sustituye a Rais David Báscones por Cholo Moratalla). Asimismo, en la demo doblada descargable desde febrero en la PlayStation Store las voces de los personajes se correspondían a la del resto del material promocional, favoreciendo la hipótesis de que haya habido un cambio en los actores de doblaje, hecho que se confirmó con el lanzamiento definitivo del juego.
| Personaje           | Actor de doblaje original | Actor de doblaje castellano | Actor castellano que dobló al personaje en otros juegos |
| ------------------- | ------------------------- | --------------------------- | ------------------------------------------------------- |
| Sly Cooper          | Kevin Miller              | Cholo Moratalla             | Rais David Báscones                                     |
| Bentley             | Matt Olsen                | Miguel Ángel Garzón         | Miguel Ángel Garzón                                     |
| Murray              | Chris Murphy              | Chema Lara                  | Miguel Ayones                                           |
| Carmelita           | Grey DeLisle              | Charo Soria                 | Charo Soria                                             |
| Tennessee "El Niño" | Sam Riegel                | Iván Jara                   | (No aparece en otros juegos)                            |
| Sir Galleth         | Yuri Lowenthal            | David Robles                | Nicolás Ginesin                                         |
| Penélope            | Annette Toutonghi         | Inés Blázquez               | Natalia Rosminati                                       |
| El Jefe             | Nolan North               | Antonio Esquivias           | (No aparece en otros juegos)                            |
| Toothpick           | David Lodge               | Abraham Aguilar             | Santiago Florentín                                      |
| Miss Decibel        | Eliza Schneider           | Ana Ángeles García          | María Elena Molina                                      |

## Banda sonora
La banda sonora original del juego ha sido obra del célebre compositor de videojuegos Peter McConnell (autor de las bandas sonoras de los anteriores juegos de Sly Cooper a excepción del primero, Sly Raccoon). Compuso más de dos horas y media de música con una brillante diversidad de estilos. Todas las pistas se grabaron en la Orquesta de Música de Nashville en los Estudios Ocean Way. Las pistas han sido aclamadas universalmente desde su lanzamiento, y en muchos casos son variaciones del tema principal adecuadas a los escenarios. Pueden adquirirse a través de iTunes.

## Recepción
En general, el juego ha recibido críticas positivas, que coinciden en halagar la calidad de la jugabilidad y el trabajo de sonido y doblaje. GameRankings y Metracritic le dieron a la versión de PlayStation Vita un 75’8 % y un 75/100, respectivamente. A la versión de PlayStation 3 le dieron un 75’15 % y un 75/100.
Game Informer le concedió al juego un 9 de 10, y GameTrailers un 8 de 10. IGN lo puntuó con un 8 sobre 10 destacando que “los constantes tiempos que se toma para cargar resultan frustrantes a la hora de jugar, así como los controles de movimiento arcaícos”, y que “Sly Cooper: Ladrones en el Tiempo es un valioso juego que añadir a tu biblioteca, brindando el regreso de un tipo de juego más antiguo a la experiencia de la nueva generación”." Lucas Sullivan de GamesRadar lo puntuó con un 4’5 de 5, señalando la excesividad con la que el juego suele cargarse, un final poco elaborado, pero constratando una presentación estelar y un diseño de niveles sobresaliente.
Críticos españoles también ha elogiado positivamente al juego, cediéndole calificaciones de notable y resaltando puntos similares a los críticos anglosajones tanto positivos como negativos. MeriStation le da una puntuación de 8’7, destacando como valores positivos que consigue el mismo tacto que los juegos originales y su variedad, pero en contraposición que recuerda demasiado a las entregas de PlayStation 2 en el apartado gráfico y en la recurrencia de elementos. Ultimagame le concede un 8, elogiando la relación calidad-precio de las dos versiones gracias a la iniciativa "Cros-Buy" (por la compra de un juego, se obtiene gratuitamente la versión para otra plataforma) y el enriquecimiento de habilidades y elementos, pero resaltan que el hecho de haber creado un juego multiplataforme supone un desperdicio de recursos tanto para PlayStation 3 en calidad visual, como para PlayStation Vita en lo que a entradas de juego se refiere.
Los creadores de la serie Sly Cooper de Sucker Punch Productions han expresado su aprobación tanto al juego como a que Sanzaru Games haya tomado las riendas de la saga a través de sus cuentas de Twitter, argumentando “No tenemos ningún problema en cederle a Sly a Sanzaru. Esperamos que disfrutéis [con él] tanto como lo hicimos nosotros”